# Sparks (Nevada)
Sparks is een plaats (city) in de Amerikaanse staat Nevada, en valt bestuurlijk gezien onder Washoe County.

## Demografie
Bij de volkstelling in 2000 werd het aantal inwoners vastgesteld op 66.346. In 2006 is het aantal inwoners door het United States Census Bureau geschat op 83.959, een stijging van 17613 (26,5%).

## Geografie
Volgens het United States Census Bureau beslaat de plaats een oppervlakte van 62,2 km², waarvan 62,0 km² land en 0,2 km² water.

## Plaatsen in de nabije omgeving
De onderstaande figuur toont nabijgelegen plaatsen in een straal van 20 km rond Sparks.

## Geboren
- Lloyd Butler (1924-1991), roeier
- Jim Gibbons (1944), politicus
- Mädchen Amick (1970), actrice
- Jena Malone (1982), actrice en voormalig kindster